# Jadranka Kosor
Jadranka Kosor, [ˈjadranka ˈkɔsɔr]?; (født 1. juli, 1953) er en kroatisk politiker og tidligere journalist. Hun var Kroatiens premierminister i perioden fra den 6. juli 2009 til den 23. december 2011. Hun overtog posten som premierminister efter den pludselige tilbagetrækning af den tidligere premierminister Ivo Sanader. Hun var Kroatiens første kvindelige premierminister siden landet blev selvstændigt.

## Tidlige liv
Jadranka Kosor blev født i Lipik og færdiggjorde grunduddanelsen i Pakrac . Hun studerede i Zagreb, hvor hun uddannede sig i jura og begyndte at arbejde som journalist fra 1972 som korrespondent for Večernji list og Radio Zagreb. I 1971, blev hendes bog Koraci udgivet af Matica hrvatska.  I tiden under Den kroatiske uafhængighedskrig arbejdede hun som radio-journalist og hendes show dækkede emner som krig og flygtningeproblemer. Under denne tid arbejdede hun også kort for BBC.
Kosor har udgivet fire bøger, to om poesi og to der handlede om Den kroatiske uafhængihedskrig. Hun har sønnen Lovro.

## Politik
I 1995, blev Kosor repræsentant i det kroatiske parlament som medlem af den Kroatiske Demokratiske Union (HDZ). Her var hun også vicepræsident i det kroatiske parlament. Fra 1999 til 2000, var hun præsident for HDZ's Kvinde Organisation Katarina Zrinski.
Kosor var vicepræsident for HDZ i 1995 and 1997, og fra 2002 til 2009, hvor hun blev præsident for partiet. I 2003 blev hun minister for Familie, Veteraner og Generationssolidaritet i den kroatiske regering under Ivo Sanader.
HDZ valgte hende til præsidentkandidat for det kroatiske valg i 2005. I første runde overtog Boris Mikšić med få procent og opnåede en anden plads. I juli 2009 tog hun over som leder af den Kroatiske Demokratiske Union efter Ivo Sanader havde trukket sig.